# 切里科夫
切里科夫（羅馬化：Čerykaŭ，羅馬化：Cherikov）是白俄羅斯莫吉廖夫州切里科夫区内的城市及该区的行政中心。該市位於索日河沿岸，距離州府莫吉廖夫77公里，海拔高度130至170米，該市受切爾諾貝爾核電廠事故波及，2009年人口8,177。